# Nikischerit
Nikischerit (IMA-Symbol Nik) ist ein sehr selten vorkommendes Mineral aus der Mineralklasse der „Sulfate (einschließlich Selenate, Tellurate, Chromate, Molybdate und Wolframate)“ mit der chemischen Zusammensetzung Fe2+6Al3(OH)18[Na(H2O)6](SO4)2·6H2O oder in der kristallchemischen Strukturformelschreibweise NaFe2+6Al3[(OH)18|(SO4)2]·12H2O. Nikischerit ist damit chemisch gesehen ein wasserhaltiges Eisen-Aluminium-Natrium-Sulfat mit zusätzlichen Hydroxidionen.
Nikischerit kristallisiert im trigonalen Kristallsystem und entwickelt glimmerartige, blättrige Kristalle, die oft zu radialstrahligen Mineral-Aggregaten von bis zu einem Zentimeter Durchmesser verbunden sind. Frische Proben des durchsichtigen bis durchscheinenden Minerals zeigen eine hell- bis dunkelgrüne Farbe und einen harzähnlichen Glanz auf den Kristalloberflächen. Mit der Zeit oxidiert es jedoch, färbt sich ockerbraun und wird matt.
Nikischerit ist das Fe2+-Analogon von Shigait (Mn2+6Al3[(OH)18|(SO4)2]·12H2O).

## Etymologie und Geschichte

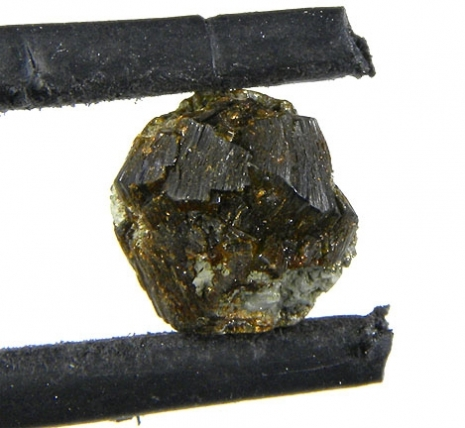
Bräunliches, kugeliges Nikischerit-Aggregat aus der Huanuni Mine

Erstmals entdeckt wurde Nikischerit in Mineralproben aus der Grube Huanuni bei Huanuni im bolivianischen Departamento Oruro. Die Analyse und Erstbeschreibung erfolgte durch Danielle Huminicki, Frank C. Hawthorne, Joel D. Grice und John Leslie Jambor, die das Mineral nach dessen Entdecker, dem Mineralogen und Mineralhändler Anthony J. Nikischer (* 1949), benannten.
Das Mineralogenteam sandte seine Untersuchungsergebnisse und den gewählten Namen 2001 zur Prüfung an die International Mineralogical Association (interne Eingangs-Nr. der IMA: 2001-039), die den Nikischerit als eigenständige Mineralart anerkannte. Die Publikation der Erstbeschreibung erschien 2003 im Fachmagazin Mineralogical Record.
Das Typmaterial des Minerals wird im Canadian Museum of Nature in Ottawa aufbewahrt.

## Klassifikation
Da der Nikischerit erst 2001 als eigenständiges Mineral anerkannt wurde, ist er in der seit 1977 veralteten 8. Auflage der Mineralsystematik nach Strunz noch nicht verzeichnet. Einzig im Lapis-Mineralienverzeichnis nach Stefan Weiß, das sich aus Rücksicht auf private Sammler und institutionelle Sammlungen noch nach dieser alten Form der Systematik von Karl Hugo Strunz richtet, erhielt das Mineral die System- und Mineral-Nr. VI/D.14-22. In der „Lapis-Systematik“ entspricht dies der Klasse der „Sulfate, Chromate, Molybdate und Wolframate“ und dort der Abteilung „Wasserhaltige Sulfate, mit fremden Anionen“, wo Nikischerit zusammen mit Lannonit, Metavoltin, Motukoreait, Natroglaukokerinit, Shigait, Slavíkit und Wermlandit eine eigenständige, aber unbenannte Gruppe bildet (Stand 2018).
Die von der IMA zuletzt 2009 aktualisierte 9. Auflage der Strunz’schen Mineralsystematik ordnet den Nikischerit ebenfalls in die Abteilung der „Sulfate (Selenate usw.) mit zusätzlichen Anionen, mit H2O“ ein. Diese ist allerdings weiter unterteilt nach der relativen Größe der beteiligten Kationen und der Kristallstruktur, so dass das Mineral entsprechend seinem Aufbau in der Unterabteilung „mit mittelgroßen Kationen; Lagen von kantenverknüpften Oktaedern“ zu finden ist, wo es zusammen mit Carrboydit, Glaukokerinit, Honessit, Hydrohonessit, Hydrowoodwardit, Motukoreait, Mountkeithit, Natroglaukokerinit, Shigait, Wermlandit, Woodwardit, Zinkaluminit (Q), Zincowoodwardit die „Woodwarditgruppe“ mit der System-Nr. 7.DD.35 bildet.
Auch die vorwiegend im englischen Sprachraum gebräuchliche Systematik der Minerale nach Dana ordnet den Nikischerit in die Klasse der „Sulfate, Chromate und Molybdate“ und dort in die Abteilung der „Wasserhaltige Sulfate mit Hydroxyl oder Halogen“ ein. Hier ist er nur zusammen mit Shigait in der unbenannten Gruppe 31.01.02 innerhalb der Unterabteilung „Wasserhaltige Sulfate mit Hydroxyl oder Halogen und (A+B2+)m(XO4)pZq × x(H2O), mit m : p > 6 : 1“ zu finden.

## Kristallstruktur
Nikischerit kristallisiert trigonal in der Raumgruppe R3 (Raumgruppen-Nr. 148) mit den Gitterparametern a = 9,347 Å und c = 33,000 Å sowie drei Formeleinheiten pro Elementarzelle.

## Bildung und Fundorte
Nikischerit bildet sich zusammen mit Vivianit durch hydrothermale Vorgänge bei relativ niedrigen Temperaturen sowie als Sekundärmineral in der Oxidationszone sulfidischer Lagerstätten. Als weitere Begleitminerale können Pyrit, Pyrrhotin, Siderit und Cronstedtit auftreten.
Der bisher einzige bekannte Fundort ist seine Typlokalität Huanuni Mine in Bolivien.